# Jared Jones
Jared Keith Jones (Whittier, California, 6 de agosto de 2001), más conocido como Jared Jones, es un jugador profesional estadounidense de béisbol que se desempeña en la posición de lanzador en Pittsburgh Pirates, equipo de las Grandes Ligas de Béisbol (MLB).

## Carrera
En 2024, Jones hizo su debut en la MLB con el equipo Pittsburgh Pirates, donde lleva jugando una temporada.